# Ornithogalum kurdicum
Ornithogalum kurdicum är en sparrisväxtart som beskrevs av Joseph Friedrich Nicolaus Bornmüller. Ornithogalum kurdicum ingår i släktet stjärnlökar, och familjen sparrisväxter. Inga underarter finns listade i Catalogue of Life.